# Sài Lệnh Vũ
Sài Lệnh Vũ hay Sài Lịnh Võ (chữ Hán: 柴令武; thế kỷ thứ 7 - năm 653) là con trai thứ của công thần Sài Thiệu và công chúa Bình Dương của nhà Đường .

## Cuộc đời
Sài Lệnh Vũ là người Lâm Phần, Tấn châu. Lệnh Vũ kết hôn với con gái thứ 7 của Đường Thái Tông, tức cháu họ của mẫu thân ông là công chúa Ba Lăng. Lệnh Vũ từng nhậm chức thái phó thiểu khanh, thứ sử Vệ châu, phong Tương Dương quận công (tước Tiếu quốc công do anh trưởng Sài Triết Uy thừa kế).
Năm 643, thời Trinh Quán, Lệnh Vũ kết giao với Ngụy vương Lý Thái. Năm 652, đương nhiệm thứ sử Vệ châu Sài Lệnh Vũ cùng Phòng Di Ái bị kẻ khác mật nghị mưu phản. Năm 653, Sài Lệnh Vũ bị biếm trở thành thứ sử Lam châu, tiếp đó Đường Cao Tông hạ chiếu xử trảm, sứ giả tìm tới Hoa Âm thì phát hiện Lệnh Vũ đã tự sát, triều đình hạ lệnh làm nhục thi thể.

## Gia đình
- Cha: Sài Thiệu
- Mẹ: Công chúa Bình Dương
- Anh em: Sài Triết Uy